# Реджепов, Гуванч
Реджепов Гуванч (туркм. Guwanç Rejepow; 20 апреля 1982) — туркменский футболист, защитник. Выступал за сборную Туркменистана. Участник Кубка Азии 2004 года.

## Карьера
Начал карьеру в клубе «Небитчи». В дальнейшем играл за другие клубы чемпионата Туркменистана — «Нису», «Ашхабад», МТТУ, «Талып спорты» и «Алтын Асыр». Завершил карьеру игрока в 2017 году в составе команды «Едиген» во втором по силе дивизионе Туркменистана.
С 2004 по 2012 год играл за сборную Туркменистана. Выступал на чемпионате Азии 2004 года в Китае. Вместе со сборной дважды выходил в финал Кубка вызова АФК.

## Достижения
Туркменистан
- Финалист Кубка вызова АФК: 2010, 2012